# Kangasala orgelfabrik
Kangasalas orgelfabrik var den första orgelfabriken i Finland och dominerade orgelmarknaden i Finland. Det var ett familjeföretag i fyra generationer som tillverkade över tusen orglar under åren 1844-1983.

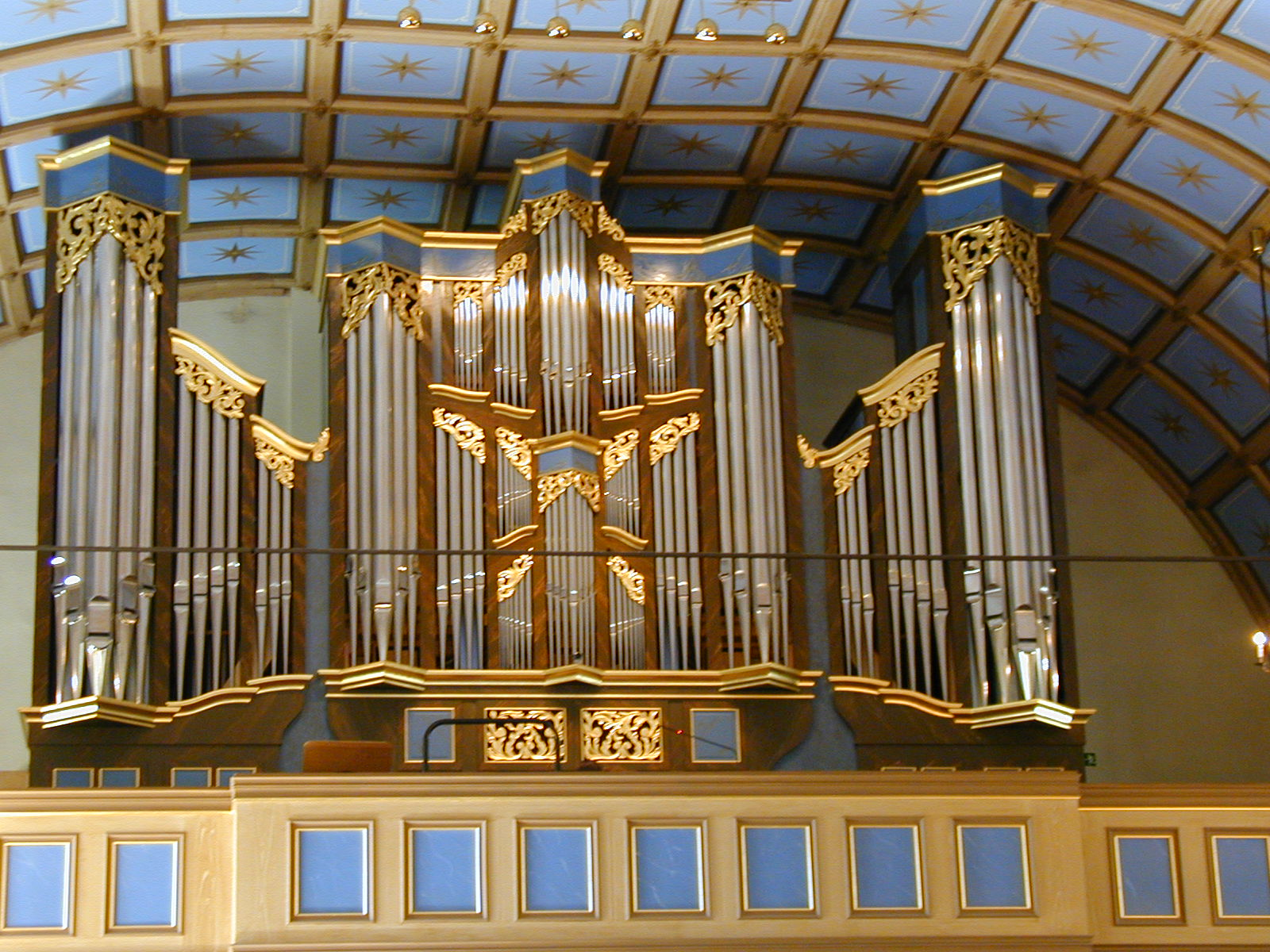
Orgeln i Kangasalas Kyrkan

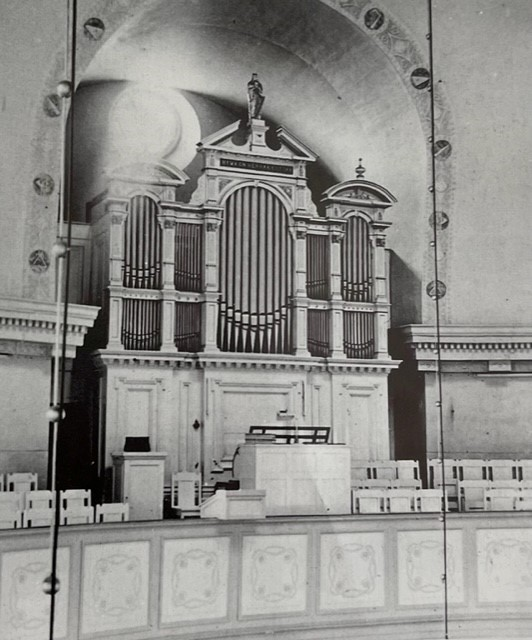
Tavastehus Kyrkas gamla orgel 1892.

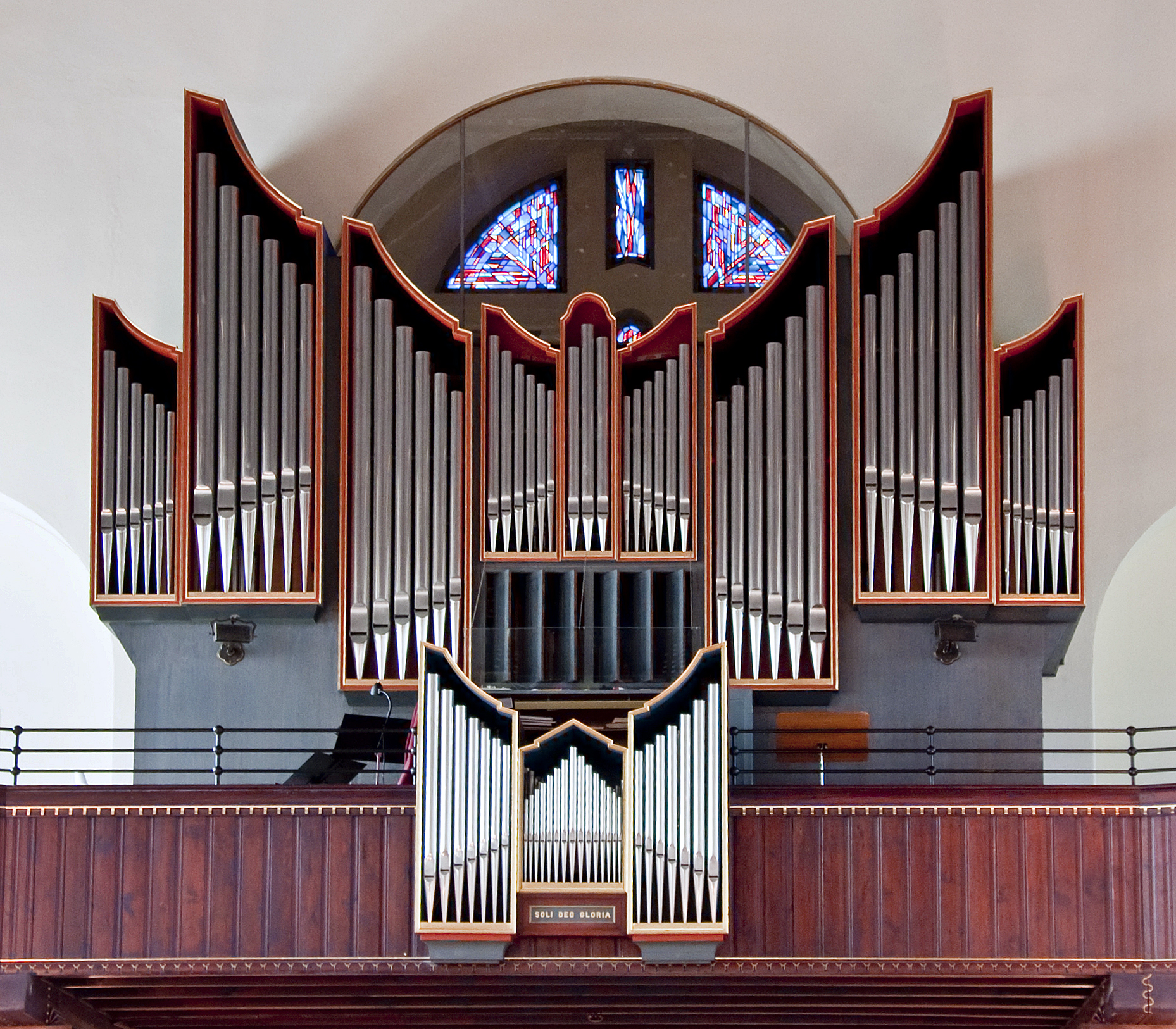
Kyrkorgel i Trefaldighetskyrkan i Arvika.

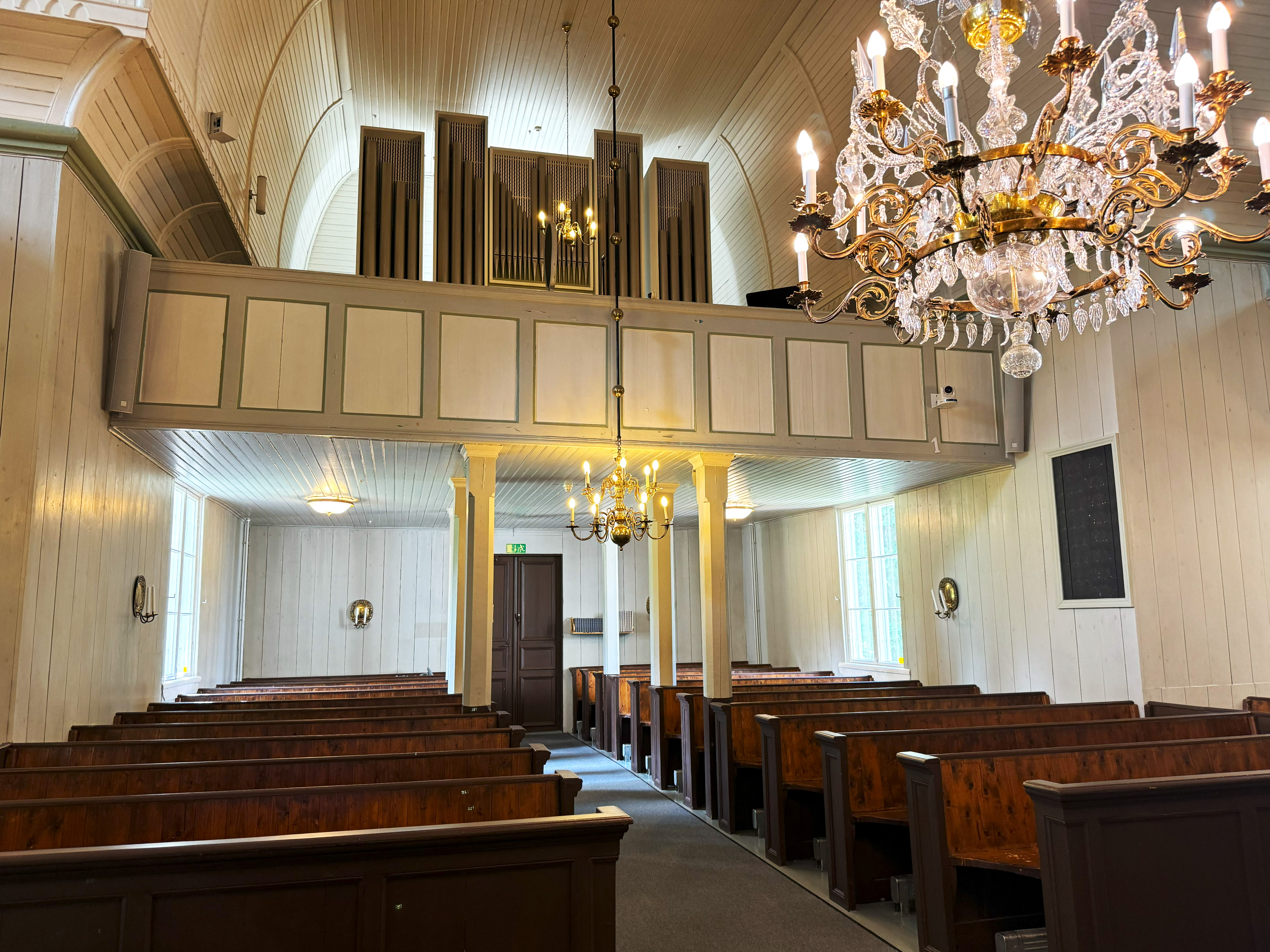
Orgeln i Tusby kyrka

## Historia
Kangasalas orgelfabrik startade sin verksamhet 1844, då senaten gav byggnadsrättigheter till Anders Thulé, Sverige, som tidigare arbetat för Gustaf Andersson. Under fyra generationer producerade fabriken mer än 1000 orglar från 1844 till 19832. Fabriken var under flera decennier den största industriella arbetsgivaren i staden Kangasala. Den tillverkade de flesta orglar till kyrkor i Finland och en stor del av harmonierna.

## Orglar i Sverige
- 1971 Tusby kyrka
- 1974 Öjeby kyrka
- 1975 Öjeby kyrka (kororgel)
- 1976 Röbäcks kapell
- 1977 Furubergskyrkan
- 1978 Mariakapellet, Vännäs
- 1979 Gällivare kyrka (kororgel)